# Dawn of Destiny
Dawn of Destiny ist eine deutsche Power-Metal-Band aus Bochum, die Elemente aus Thrash-, Gothic-, Symphonic- und Death Metal verarbeitet. Die Band hat bisher acht Studioalben veröffentlicht.

## Geschichte
Ende 2005 wurden Dawn of Destiny gegründet und festigten im Laufe der Zeit ihre Besetzung mit Tanja Maul (Gesang), Veith Offenbächer (Gitarre), Jens Faber (Bass), Dirk Raczkiewicz (Keyboards) und Ansgar Ludwig (Schlagzeug). Nach zahlreichen Gesprächen mit diversen Labels hat Axel Thubeauville die Band überzeugt, bei Shark Records zu unterschreiben. Nach Unterzeichnung des Vertrages konnte das bereits 2006 aufgenommene Debütalbum Begins veröffentlicht werden, welches von Presse und Fans gleichermaßen positiv aufgenommen wurde. Anfang des Jahres 2008 gingen Dawn of Destiny mit House of Lords auf Europatournee, welche sie nach Belgien, den Niederlanden und in das Prattelner Z7 in die Schweiz brachte. Seit August 2008 ist das zweite Album Rebellion in Heaven erhältlich, das den musikalischen Stil des Debüts fortführt und um neue Elemente bereichert. Infolge der größer werdenden Popularität der Band konnten Dawn of Destiny Ende des Jahres 2008 im Vorprogramm von Axxis auftreten.
Im Mai 2009 wurde die Trennung von Schlagzeuger Ansgar Ludwig bekanntgegeben. Seine Nachfolge trat Patrick Klose an. Im September 2009 brachten Dawn of Destiny ihr drittes Album Human Fragility auf den Markt. Nach fast fünf Jahren verließ Sängerin Tanja Maul aufgrund musikalischer Differenzen die Band. Die Band reformierte sich mit zwei Frontfrauen, Jeanette Scherff und Monika Wesely sowie Boris Frenkel am Schlagzeug. Aufgrund musikalischer Differenzen trennte man sich 2010 wieder von Monika Wesely und Boris Frenkel. Ab September 2010 komplettierte Ex-Scanner/Everflow-Schlagzeuger Matt Bauer die Bandbesetzung. Am 4. Mai 2012 wurde das vierte Album Praying to the World veröffentlicht.
Im Jahre 2012 wurde Julio Pablo Da Silva der neue Schlagzeuger der Band. 2014 wurde das fünfte Studioalbum F.E.A.R. (Forgotten. Enslaved. Admired. Released.) veröffentlicht. Auf diesem Konzeptalbum, was das Schicksal eines im Rollstuhl sitzenden Mädchens thematisiert, sind auch Mats Leven und Jon Oliva zu hören. Kurz nach den Aufnahmen entschied sich Drummer Julio Pablo Da Silva, sich auf seine anderen Projekte wie Dunkelblau zu konzentrieren. Sein Nachfolger wurde Philipp Bock. Mit seiner Unterstützung spielte die Band 2014 mit Xandria in den Niederlanden, Ungarn und der Slowakei. Anfang 2015 verkündete die Band auf ihrer Homepage den Weggang von Veith Offenbächer. Als Ersatz wurde noch im selben Jahr Felix Rodermund bekanntgegeben. Im Oktober 2015 erschien das sechste Studioalbum der Band, To Hell.
Mit dem neuen Label Ram it Down Records, einem Ableger von AFM, wurde 2019 The Beast Inside veröffentlicht. Zu diesem Zeitpunkt haben sich Dawn of Destiny und Felix Rodermund wieder getrennt und Jens spielte Gitarren und Bass ein. 2020 löste sich das Label Ram it Down auf. Dawn of Destiny schlossen 2021 einen Vertrag mit dem Label El Puerto Records und veröffentlichten 2022 das achte Studioalbum Of Silence. Mit von der Partie war Lord of the Lost Sänger Chris Harms bei dem Song Childhood. Kurz vor den Aufnahmen wurde Gitarrist Veith Offenbächer wieder festes Bandmitglied.

## Diskografie
- 2007: ...Begins
- 2008: Rebellion in Heaven
- 2009: Human Fragility
- 2012: Praying to the World
- 2014: F.E.A.R.
- 2015: To Hell
- 2019: The Beast Inside
- 2022: Of Silence